# Basahalom

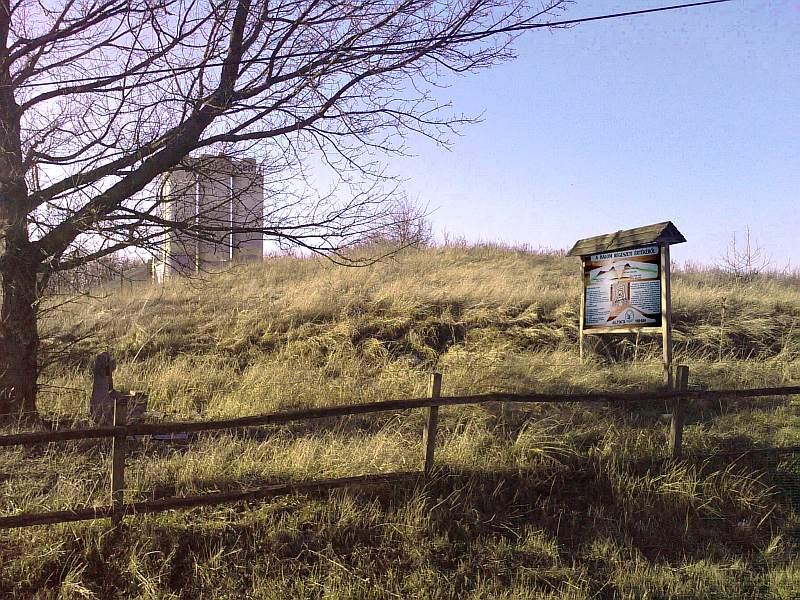
A Basahalom a 2001. évi rendezés után

A Basahalom történelmi emlékei révén csak a legismertebb pontja annak a kunhalom-sornak, amely végigkíséri Debrecen „folyóját” a Tócó patakot Hajdúböszörmény határától Debrecen délnyugati végéig. Ezek egy részéről inkább csak múlt időben beszélhetünk, mert még az 1997-es védelem alá vonás előtt jó részüket részben vagy teljesen megsemmisítették. Eredeti állapotában jóformán kettő maradt, a Basahalom (a debreceni Vértesi utcán), és a tőle délnyugatra be nem épített környezetéből kiemelkedő Kamarás-halom.
A halom azonban nemcsak néhány százéves, mint ahogyan ezt a kunhalom megnevezésből gondolhatnánk. Ugyanis Zoltai Lajos, a Déri Múzeum híres igazgatója vezetésével az 1906-os ásatások alkalmával (nyoma a halom közepén 1-1,5 m mély mélyedés) hét méteres mélységben egy fával fedett, de már korábban kifosztott, több ezer éves sírt találtak, melyben egy kinyújtóztatott halott volt. Valószínűleg a „gödörsíros kurgánok népének" egyik gazdag harcosát temették el így.
Múltunk őrzői

„A halom rendesen magános földdomborulat. Itt-ott egymástól néhány száz méternyire több hasonló nagyságú emelkedik. Másutt egy különösen terebélyes tumulus közelében egy vagy két kisebb halom, inkább laponyag húzódik meg szerényen. Miként a nagy bolygó körül kisebbek keringenek, úgy tartoznak a fejedelmi földpiramisokhoz a kisebb földhányások, a főember-szolgák, a csatlósok alacsony sírdombjai...
... halmok rendesen erek, völgyek, vízfolyások, tavak vízállások közelében, vagy ezek partjain emelkednek, ármentes helyen. Debrecen fekete talajú pusztáin, Hajdú vármegye északi, nyugati, déli tájain, a Nagykunságon, Biharban, Békésben nehezen megszámlálható sokaságban találhatók."

Zoltai Lajos 1938.
A Basahalmát joggal nevezhetjük a „város szellemi határhalmának" is, hiszen a régi cívis mondás szerint: „akinek a köldökét nem a Basahalmán belül vágta el a bába - csak jött-ment." Vagyis a hagyomány alapján a Basahalmon belül születettek az igazi debreceniek. Mai nevét szomorú események után kapta, ami méltán szimbolizálja Debrecen másfél évszázados harcát a fennmaradásért.
„Debrecent nem erős kőfalak védik, hanem polgárainak szabadságvágya, áldozatvállalása és hősi helytállása". Valahogy így hangzott a cívisváros politikai hitvallása az évszázadok során. Ezek közül is a legtöbb áldozatra a török hódoltság 150 éve alatt volt szükség, amikor Debrecen három országrész, a törökök, a királyi Magyarország és a többé-kevésbé független erdélyi fejedelemség határán helyezkedett el (térképészetileg az utóbbi területén, de egy a törököknek behódolt részen). A város háromfelé adózott, de mindhárom szomszéd elismerte a de facto függetlenségét. Így lehetett Debrecen akkoriban Magyarország legnagyobb és gazdaságilag legerősebb városa, afféle városállam. Ez a politika bevált, Debrecen megúszta a vérzivataros éveket kétszeri feldúlással és egy kivégzett főbíróval, Vígkedvű Mihállyal.
A Basahalom a nevét onnan kapta, hogy a Debrecent időnként megsarcoló török basák itt, a környék legmagasabb pontján verték fel sátrukat. Bartha Boldizsár krónikája szerint Ruszlán török nagyvezér hordatta össze a halomtest földjét 1543-ban a környékbeliekkel. (Ez azonban csak megmagasította a korábbi temetkezési helyet, amit az ásatások 7 méter mélyen meg is találtak.) Bethlen Gábor e kiemelkedésen tanácskozott Murtéza basával 1629-ben. E halmon táborozva kegyetlenül megsarcolta a várost 1660 tavaszán Szeidi Ahmed budai basa.
Még 1660-ban itt vert tábort Szinán nagyváradi basa is, hogy megbüntesse Debrecen városát. Miért? Az adófizetés mellett a város kötelességei közé tartozott "hírszerzési információk" szállítása is. Egy ilyen információ tévesnek bizonyult, és emiatt a törökök elvesztettek egy kisebb csatát az Erdélybe betörő, Zrínyi Miklós által vezetett királyi seregekkel szemben.
Szinán maga elé rendelte és Nagyváradra vitette Vígkedvű Mihály főbírót, aki akkor már negyedszer töltötte az egyéves mandátumát a nem túl irigylésre méltó városvezetői poszton. (Minden évben újra választották a főbírót, két egymás utáni évben ugyanaz nem lehetett főbíró, de később újraválaszthatták, így az akkori Debrecenben két-három patrícius család tagjai váltogatták egymást a székben.) Vígkedvű vissza sem tért, mert a feldühödött basa kivégeztette, a várost pedig keményen megsarcolta.
Vígkedvű Mihály nevét ma utcanév is megörökíti Debrecenben. A Basahalom viszont nem hivatalos helyrajzi megnevezés, nem is szerepel minden térképen. Van viszont és közelében halad el a Basahalom utca.